# Cobitis
Cobitis sau zvârlugile este un gen de pești dulcicoli, bentonici de talie mică din familia cobitidele (Cobitidae), din apele stătătoare sau lent curgătoare din Europa și Asia . 
Au corpul alungit, comprimat lateral sau aproximativ cilindric, acoperit cu solzi foarte mici, imbricați sau neimbricați. Capul, de asemenea puternic comprimat, este golaș (lipsit de solzi). Sub ochi, pe osul prefrontal (etmoidul lateral) se află un țep bifid ascuțit suborbital, mobil, uneori ascuns sub piele. Gura inferioară (subterminală), mică, este înconjurată de buze cărnoase și înzestrată cu 6  mustăți, dintre care patru pe maxila superioară, iar două în colțurile gurii. Înotătoarele au marginea rotunjită. Gura (fălcile și palatul cavității bucale) este lipsita de dinți. Dinții faringieni sunt mici, și așezați într-un singur rând. Coloritul corpului este cenușiu deschis, cu pete închise. Vezica înotătoare este inclusă într-o capsulă osoasă, ca și la restul cobitidelor. Au valoare economică mică. Se folosesc ca nadă și ca hrană naturală pentru peștii cu valoare economică. 
În România sunt cunoscute 7 specii.
- Cobitis taenia  Linnaeus, 1758 = Zvârlugă, zvârlugă comună [2]
- Cobitis elongata  Heckel & Kner, 1858 = Fâsă-mare, fiță [3]
- Cobitis elongatoides  Băcescu & Mayer, 1969 (Cobitis danubialis Băcescu and Nalbant, 1993) = Zvârlugă de Dunăre [4] [5]
- Cobitis megaspila  Nalbant, 1993 = Fâsă, zvârluga de baltă [6]
- Cobitis rossomeridionalis  Vasiljeva & Vasiljev, 1998 = Zvârlugă sudică [7]
- Cobitis strumicae Karaman, 1955[8]
- Cobitis tanaitica  Băcescu & Mayer, 1969 = Zvârluga de baltă [9]